# Meteorus angustatus
Meteorus angustatus är en stekelart som beskrevs av Maeto 1988. Meteorus angustatus ingår i släktet Meteorus och familjen bracksteklar. Inga underarter finns listade i Catalogue of Life.